# Портеландия
Портеландия (порт. Portelândia) — муниципалитет в Бразилии, входит в штат Гояс. Составная часть мезорегиона Юг штата Гояс. Входит в экономико-статистический микрорегион Судуэсти-ди-Гояс. Население составляет 4030 человек на 2016 год. Занимает площадь 556,576 км². Плотность населения — 6,9 чел./км².

## Статистика
- Валовой внутренний продукт на 2014 год составляет 157 720,00 реалов (данные: Бразильский институт географии и статистики)[1].
- Валовой внутренний продукт на душу населения на 2014 год составляет 39 430,08 реалов (данные: Бразильский институт географии и статистики)[1].
- Индекс человеческого развития на 2010 год составляет 0,654 (данные: Программа развития ООН)[2].